# Valifenalat
Valifenalat ist eine chemische Verbindung aus der Gruppe der Carbamate sowie ein Amid des Valins.

## Verwendung
Valifenalat ist ein systemisches Fungizid, das präventiv, kurativ und eradikativ gegen Oomyceten wirkt.
Es gehört zu den CAA-Fungiziden, welche die Cellulose-Synthase in der Phospholipid-Biosynthese hemmen.
Valifenalat wird zur Bekämpfung von Peronospora, Phytophtora und Plasmopara im Kartoffel-, Tomaten-, Wein-, Zwiebel-, Tabak- und Blumenanbau verwendet.

## Zulassungsstatus
Valifenalat ist seit 2014 in der Europäischen Union als Wirkstoff zugelassen. In der Schweiz, in Deutschland und in Österreich sind Pflanzenschutzmittel mit Valifenalat als Wirkstoff erhältlich.